# M31-RV
M31-RV és un estel variable vermell localitzat a la galàxia d'Andròmeda que va experimentar una explosió el 1988, la qual fou similar a l'explosió que va experimentar V838 Monocerotis el 2002. Aquests objectes han rebut el nom de noves lluminoses vermelles. Durant l'explosió, ambdós van aconseguir un màxim de magnitud absoluta visual de -9,8. 
En 2006, l'àrea circumdant a M31-RV va ser observada usant el telescopi espacial Hubble, però solament van ser vistes gegants vermelles. Hom pensa que l'estel, o bé es va fer massa fosc perquè el Hubble fos capaç de detectar-lo, o que l'estel és company d'un dels gegants vermells, o, que l'estel mateix és un gegant vermell.